# 남원 백련사 육조대사 법보단경
남원 백련사 육조대사 법보단경(南原 白蓮寺 六祖大師 法寶壇經)은 대한민국 전북특별자치도 남원시 인월면 중군리, 백련사에 있는, 중국 선종의 제6대 혜능 조사의 어록집이다. 2014년 10월 31일 전라북도의 유형문화재 제227호로 지정되었다.

## 지정 사유
육조대사법보단경은 중국 선종의 제6대 혜능 조사의 어록집으로 1574년(선조 7년) 안심광제원(安心廣濟院) 간행본으로 추정되며, 선종 불서로서 사료적 가치가 매우 높다.

## 같이 보기
- 육조대사

## 참고 자료
- 남원 백련사 육조대사 법보단경 - 국가유산청 국가유산포털